# RealMedia
RealMedia ist die Sammelbezeichnung für die Dateiformate und die damit verbundenen Client- und Serverprodukte des Software-Herstellers RealNetworks.
Insbesondere bezeichnet Real Media das Audioformat RealAudio und das Videoformat RealVideo. 

## Verwendung
RealMedia wird vor allem als sogenanntes Browse-Quality-Format verwendet, beispielsweise für Webradios, die im RealAudio-Format senden, sowie für Video- und Audioproben im Internet. 
Besondere Bedeutung kommt den RealMedia-Formaten in Streaming-Angeboten im Internet zu. Sie lassen sich über die Protokolle RTSP, RTP, PNM, HTTP und UDP streamen und können mehrere qualitativ unterschiedliche Versionen (mit unterschiedlicher Bandbreite) des gleichen Inhalts enthalten, so dass schließlich durch das SureStream-Verfahren Benutzern mit verschiedener Netzanbindung (LAN, DSL oder ISDN) die für ihre Verbindung optimale Qualität gesendet wird. 
RealMedia-Dateien haben die Dateiendungen .ra für Audio, .rv, .rm und .rmvb für Video und .ram und .rpm als Meta-Dateiformate, das heißt Dateien, die auf die eigentliche Multimediadatei verweisen. 
Alternativen zu RealMedia waren seinerzeit beispielsweise QuickTime von Apple, Windows Media (WMA) von Microsoft und Adobe Flash. RealMedia wurde mittlerweile durch modernere Streaming-Formate und effizientere Audio- und Video-Codecs weitgehend verdrängt.